# Kabinet-Ikeda III
Het kabinet–Ikeda III (Japans: 第3次池田内閣) was de regering van het Keizerrijk Japan van 9 december 1963 tot 9 november 1964.

## Kabinet–Ikeda III (1963–1964)
| Ambtsbekleder                                                | Ambtsbekleder     | Ambtsbekleder                            | Functie                                    | Ambtstermijn  | Ambtstermijn    | Partij |
| ------------------------------------------------------------ | ----------------- | ---------------------------------------- | ------------------------------------------ | ------------- | --------------- | ------ |
|                                                              | Hayato Ikeda      | Hayato Ikeda 池田勇人 (1899–1965)        | Premier                                    | 19 juli 1960  | 9 november 1964 | LDP    |
|                                                              |                   | Kurogane Yasumi 黒金泰美 (1910–1986)     | Secretaris- generaal                       | 18 juli 1962  | 18 juli 1964    | LDP    |
|                                                              | Zenko Suzuki      | Zenko Suzuki 鈴木善幸 (1911–2004)        | Secretaris- generaal                       | 18 juli 1964  | 9 november 1964 | LDP    |
|                                                              |                   | Takashi Takashi 早川崇 (1916–1982)       | Minister van Binnenlandse Zaken            | 18 juli 1963  | 25 maart 1964   | LDP    |
| Voorzitter van de Commissie voor Openbare Orde en Veiligheid |                   | Takashi Takashi 早川崇 (1916–1982)       |                                            | 18 juli 1963  | 25 maart 1964   | LDP    |
|                                                              |                   | Masamichi Akazawa 赤沢正道 (1907–1982)   | Minister van Binnenlandse Zaken            | 25 maart 1964 | 18 juli 1964    | LDP    |
| Voorzitter van de Commissie voor Openbare Orde en Veiligheid |                   | Masamichi Akazawa 赤沢正道 (1907–1982)   |                                            | 25 maart 1964 | 18 juli 1964    | LDP    |
|                                                              |                   | Keiichi Yoshitake 吉武恵市 (1903–1988)   | Minister van Binnenlandse Zaken            | 18 juli 1964  | 3 juni 1965     | LDP    |
| Voorzitter van de Commissie voor Openbare Orde en Veiligheid |                   | Keiichi Yoshitake 吉武恵市 (1903–1988)   |                                            | 18 juli 1964  | 3 juni 1965     | LDP    |
|                                                              | Masayoshi Ohira   | Masayoshi Ohira 大平正芳 (1910–1980)     | Minister van Buitenlandse Zaken            | 18 juli 1962  | 18 juli 1964    | LDP    |
|                                                              | Etsuzaburo Shiina | Etsuzaburo Shiina 椎名悦三郎 (1898–1979) | Minister van Buitenlandse Zaken            | 18 juli 1964  | 3 december 1966 | LDP    |
|                                                              | Kakuei Tanaka     | Kakuei Tanaka 田中角栄 (1918–1993)       | Minister van Financiën                     | 18 juli 1962  | 3 juni 1965     | LDP    |
|                                                              | Konobu Kaya       | Konobu Kaya 賀屋興宣 (1889–1977)         | Minister van Justitie                      | 18 juli 1963  | 18 juli 1964    | LDP    |
|                                                              |                   | Hitoshi Takahashi 高橋等 (1903–1965)     | Minister van Justitie                      | 18 juli 1964  | 3 juni 1965     | LDP    |
|                                                              |                   | Hajime Fukuda 福田一 (1902–1997)         | Minister van Economische Zaken             | 18 juli 1962  | 18 juli 1964    | LDP    |
|                                                              | Yoshio Sakurauchi | Yoshio Sakurauchi 櫻内義雄 (1912–2003)   | Minister van Economische Zaken             | 18 juli 1964  | 3 juni 1965     | LDP    |
|                                                              |                   | Takeharu Kobayashi 小林武治 (1899–1988)  | Minister van Volksgezondheid en Welzijn    | 18 juli 1963  | 18 juli 1964    | LDP    |
|                                                              |                   | Hiroshi Kanda 神田博 (1903–1977)         | Minister van Volksgezondheid en Welzijn    | 18 juli 1964  | 3 juni 1965     | LDP    |
|                                                              | Takeo Ohashi      | Takeo Ohashi 大橋武夫 (1904–1981)        | Minister van Arbeid                        | 18 juli 1962  | 18 juli 1964    | LDP    |
|                                                              | Hirohide Ishida   | Hirohide Ishida 石田博英 (1914–1993)     | Minister van Arbeid                        | 18 juli 1964  | 3 juni 1965     | LDP    |
|                                                              | Hirokichi Nadao   | Hirokichi Nadao 灘尾弘吉 (1899–1994)     | Minister van Onderwijs                     | 18 juli 1963  | 18 juli 1964    | LDP    |
|                                                              | Kiichi Aichi      | Kiichi Aichi 愛知揆一 (1907–1973)        | Minister van Onderwijs                     | 18 juli 1964  | 3 juni 1965     | LDP    |
|                                                              |                   | Kentaro Ayabe 綾部健太郎 (1890–1972)     | Minister van Transport en Infrastructuur   | 18 juli 1962  | 18 juli 1964    | LDP    |
|                                                              |                   | Shutaro Matsuura 松浦周太郎 (1896–1980)  | Minister van Transport en Infrastructuur   | 18 juli 1964  | 3 juni 1965     | LDP    |
|                                                              | Ichiro Kohno      | Ichiro Kohno 河野一郎 (1898–1965)        | Minister van Bouw en Constructie           | 18 juli 1962  | 18 juli 1964    | LDP    |
|                                                              |                   | Naganori Koyama 小山長規 (1905–1988)     | Minister van Bouw en Constructie           | 18 juli 1964  | 3 juni 1965     | LDP    |
|                                                              |                   | Munenori Akagi 赤城宗徳 (1904–1993)      | Minister van Landbouw, Bosbouw en Visserij | 18 juli 1963  | 3 juni 1965     | LDP    |
|                                                              |                   | Shinzo Koike 古池信三 (1903–1983)        | Minister van Communicatie en Post          | 18 juli 1963  | 18 juli 1964    | LDP    |
|                                                              |                   | Tokuyasu Jitsuzo 徳安実蔵 (1900–1988)    | Minister van Communicatie en Post          | 18 juli 1964  | 3 juni 1965     | LDP    |
|                                                              | Atsuyasu Fukuda   | Atsuyasu Fukuda 福田篤泰 (1906–1993)     | Directeur- generaal van de JSDF            | 18 juli 1963  | 18 juli 1964    | LDP    |
|                                                              | Junya Koizumi     | Junya Koizumi 小泉純也 (1904–1969)       | Directeur- generaal van de JSDF            | 18 juli 1964  | 3 juni 1965     | LDP    |

Yoshida I ·
Katayama ·
Ashida ·
Yoshida II ·
Yoshida III ·
Yoshida IV ·
Yoshida V ·
I. Hatoyama I ·
I. Hatoyama II ·
I. Hatoyama III ·
Ishibashi ·
Kishi I ·
Kishi II ·
Ikeda I ·
Ikeda II ·
Ikeda III ·
Sato I ·
Sato II ·
Sato III ·
K. Tanaka I ·
K. Tanaka II ·
Miki ·
T. Fukuda ·
Ohira I ·
Ohira II ·
Suzuki ·
Nakasone I ·
Nakasone II ·
Nakasone III ·
Takeshita ·
Uno ·
Kaifu I ·
Kaifu II ·
Miyazawa ·
Hosokawa ·
Hata ·
Murayama ·
Hashimoto I ·
Hashimoto II ·
Obuchi ·
Mori I ·
Mori II ·
Koizumi I · 
Koizumi II ·
Koizumi III ·
Abe I ·
Y. Fukuda ·
Aso ·
Y. Hatoyama ·
Kan ·
Noda ·
Abe II ·
Abe III ·
Abe IV ·
Suga ·
Kishida I ·
Kishida II